# Negotin
Negotin (cyr. Неготин) – miasto w Serbii, w okręgu borskim, siedziba gminy Negotin. W 2011 roku liczyło 16 882 mieszkańców.